# Hoxton
Hoxton is een wijk in het Londense bestuurlijke gebied Hackney, in de regio Groot-Londen.

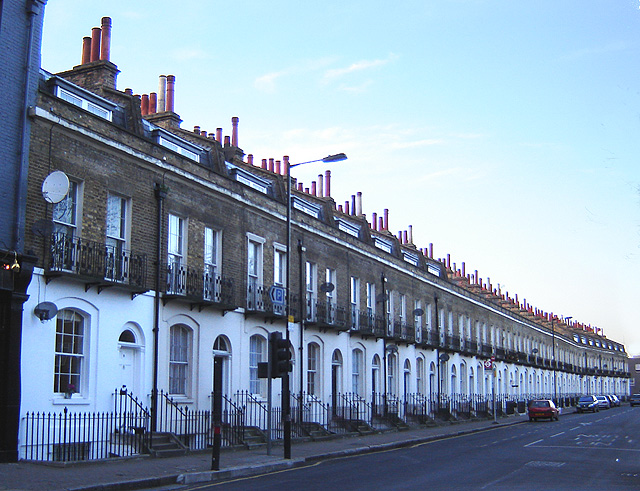
Huizen langs Shepherdess Walk
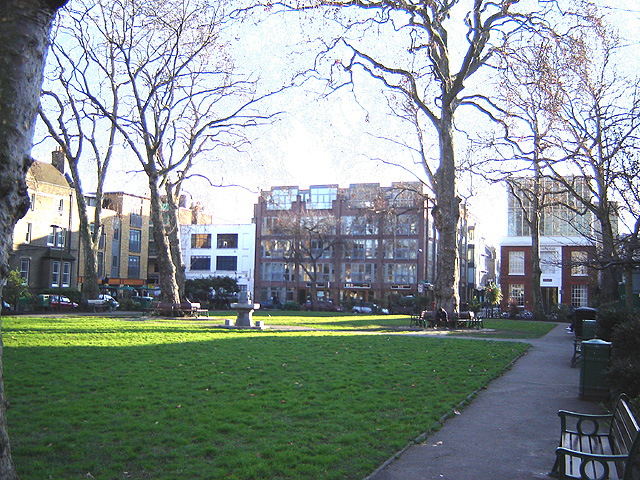
Hoxton Square
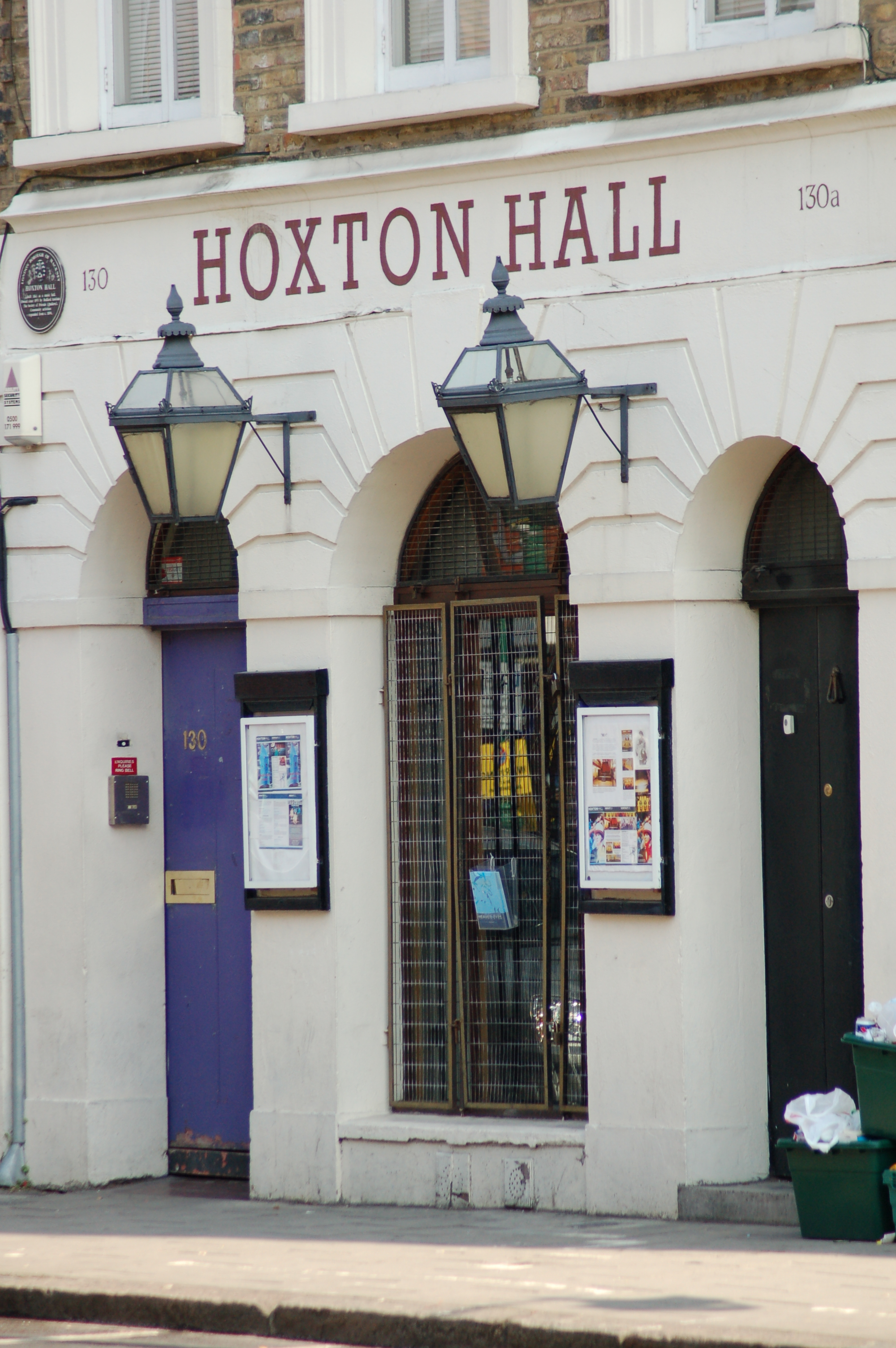
Hoxton Hall